# Groß-Friedrichsburg

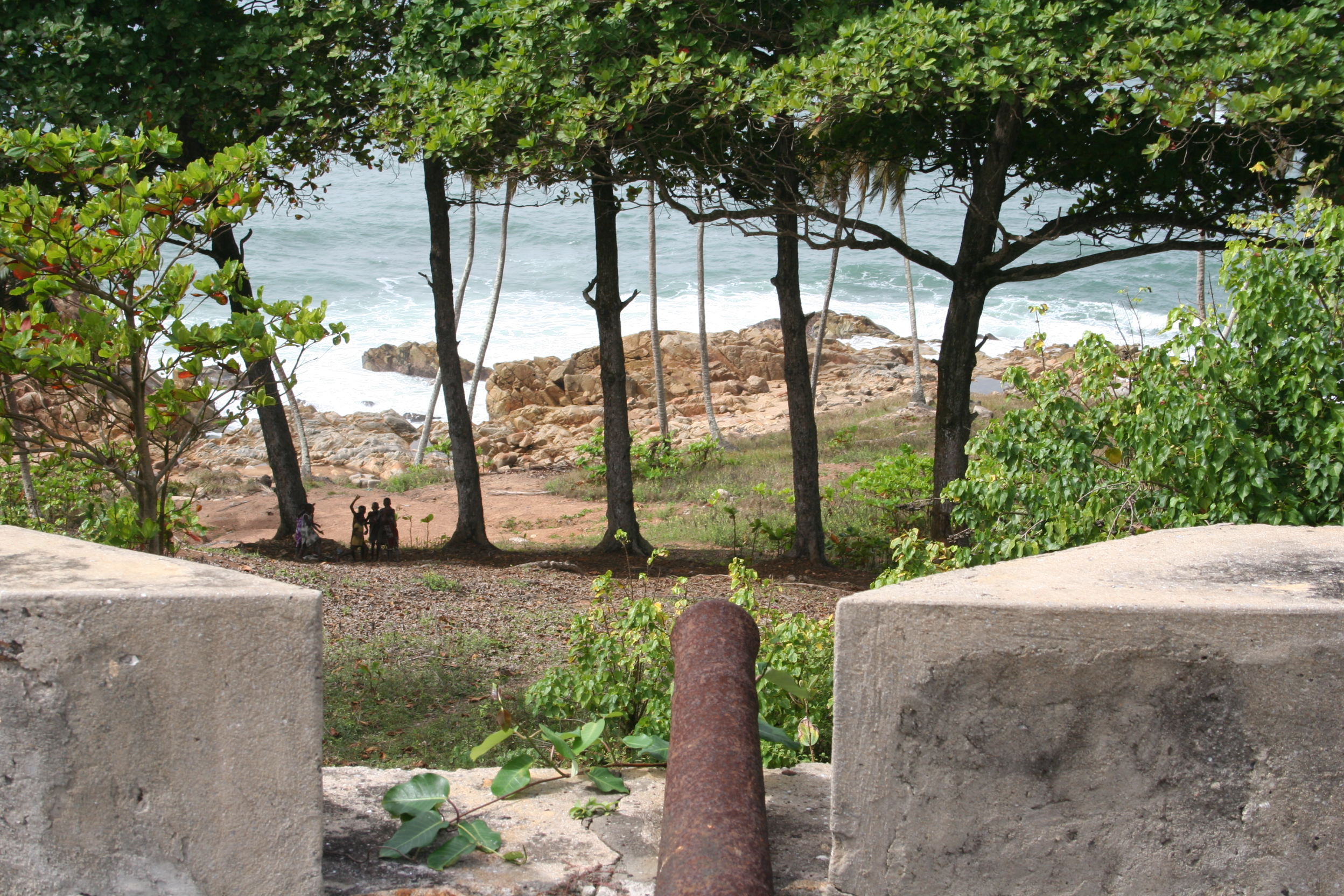
Tegenwoordig uitzicht vanaf het fort.

Groot-Frederiksburg of Groß-Friedrichsburg was een kolonie van het keurvorstendom Brandenburg aan de Goudkust, het huidige Ghana. Later kwam het onder de naam Fort Hollandia in Nederlandse handen.

## Brandenburgse kolonisatie
De Grote Keurvorst Frederik Willem I van Brandenburg had in zijn jeugd veel tijd in Nederland doorgebracht en was getrouwd met Louise Henriëtte, de dochter van prins Frederik Hendrik van Oranje. Derhalve was hij goed thuis in de Nederlandse politiek en zag welke rijkdommen de kolonies opleverden. Hij wilde van zijn land ook een zeemacht maken. Zijn op het binnenland gerichte onderdanen wilden echter niet veel van zijn ambities weten zodat hij voornamelijk Nederlanders in dienst nam. De eerste en enige leider van de Brandenburgse marine werd de Vlissinger Benjamin Raule. In 1680 zond Frederik Willem op eigen rekening voor het eerst twee schepen - onder leiding van Nederlanders - naar West-Afrika. Dit beviel de Nederlandse West-Indische Compagnie niet en het schip Wappen von Brandenburg werd in beslag genomen. Het andere, de Morian, keerde terug beladen met goud en ivoor. De kapitein van de Morian had tevens een handelsverdrag gesloten met drie plaatselijke opperhoofden. Dit overtuigde de Brandenburgers en de Brandenburgs-Afrikaanse Compagnie werd opgericht. De keurvorst had grote verwachtingen van deze onderneming.
In 1682 zond hij weer een expeditie naar Afrika om zijn eerste kolonie te vestigen. De leider was kamerjonker majoor Otto Friedrich von der Groeben en de vloot bestond uit de schepen Churprinz met 32 kanonnen en 60 opvarenden onder ene kapitein De Voss en Morian met 12 kanonnen en 40 opvarenden onder kapitein Blond. Ter bezetting van de kolonie voeren ook enige soldaten mee.
Op 1 januari 1683 hees majoor von der Groeben bij de Kaap van Drie Punten de Brandenburgse vlag, legde de eerste steen van de vesting Groot-Frederiksburg en sloot enige verdragen met de plaatselijke bevolking. In 1683 en 1684 werden nog verdere verdragen gesloten waardoor de Brandenburgers een 150 mijl lange West-Afrikaanse kuststrook van de Canarische Eilanden tot Senegal in handen kregen. Groot-Frederiksburg werd met uit Brandenburg ingevoerde bakstenen gebouwd en was uitgerust met 44 kanonnen. Het fort was bemand met 91 Europeanen en 130 Afrikanen. Onder de manschappen bevonden zich behalve soldaten ook allerlei ambachtslieden zoals slagers, schoenmakers, smeden, bakkers enz.
Vanuit de kolonie werd gehandeld in slaven, goud, ivoor, struisvogelveren, zout en gom. De eerste 15 jaar ontwikkelde zich een bloeiende handel met de plaatselijke bevolking maar vanaf 1700 begon deze af te nemen. Als afzetgebied voor de slaven pachtte de keurvorst het Deense eiland Saint Thomas in West-Indië (tegenwoordig deel van de Amerikaanse Maagdeneilanden). Met de hertog van Koerland was hij in onderhandeling over aankoop van het eiland Tobago.
Met het oog op zijn Afrikaanse bezit verplaatste Frederik Willem de Brandenburgs-Afrikaanse Compagnie van het aan de Oostzee gelegen Koningsbergen naar Emden, dat toegang heeft tot de Noordzee. Hij ondervond grote concurrentie van de toenmalige grote koloniale machten Nederland, Engeland en Frankrijk. Zo sloten de Nederlanders en Engelsen de Noordzee, wat hem zeer slecht uitkwam. Tot aan zijn dood bleef Frederik Willem voor zijn koloniale belangen strijden. Zijn kleinzoon echter, de zuinige Soldatenkoning Frederik Willem I van Pruisen (de nieuwe titel van de keurvorsten van Brandenburg), zag het belang ervan niet zo in en verkocht zijn Afrikaanse bezittingen in 1717 voor "7200 dukaten en 12 moren" aan de Nederlanders.

## De strijd van de Nederlanders

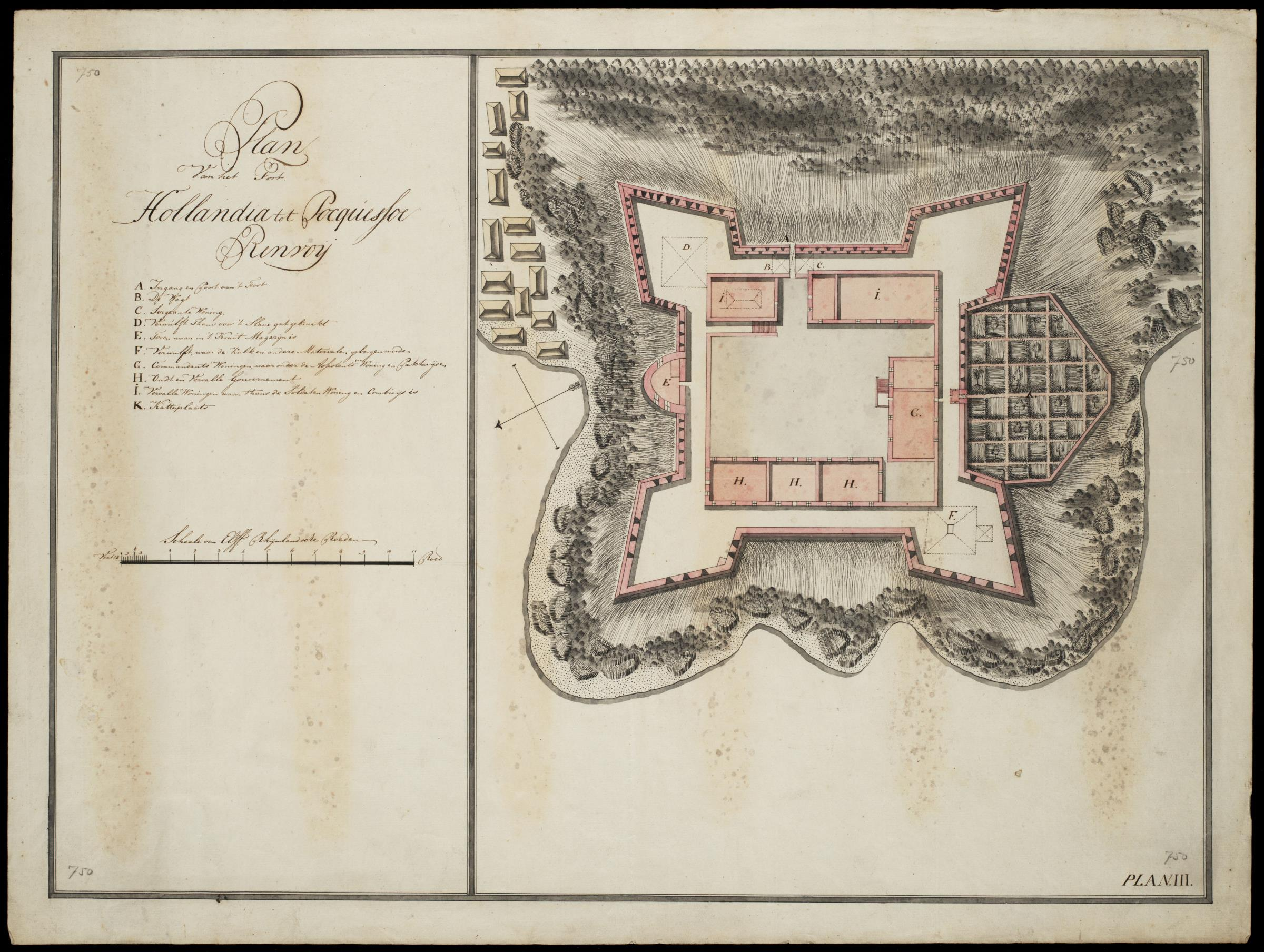
Plattegrond van Fort Hollandia te Pokesu

Een jaar eerder had de laatste Duitse gouverneur in Groot-Frederiksburg besloten de bescherming van de vesting over te laten aan het Afrikaanse Ahante-opperhoofd Jan Cunny, Jan Conny of John Couny en weer terug te keren naar zijn vaderland. Ondanks het feit dat de kolonie verkocht was hield Cunny zich trouw aan de eed die hij de koning van Pruisen had gezworen. Toen Nederlandse schepen voor de vesting verschenen weigerde hij zich over te geven omdat hij zich alleen tegenover Pruisische schepen zou overgeven. Hierop vielen de Nederlanders Groot-Frederiksburg aan maar werden bloedig teruggeslagen. Pas in 1724 of 1725 lukte het hen na een bloedige en dure strijd Cunny te verdrijven. Hij zou met de Brandenburgse vlag het oerwoud in zijn gevlucht. De Nederlanders doopten het fort om in Fort Hollandia en lieten het min of meer aan zijn lot over. In 1815 werd het verlaten en in 1872 kwam het in Engels bezit.

## Tegenwoordig
Zo'n 200 jaar na de stichting van de kolonie, in 1884, bezocht de Duitse korvet Sophie de omgeving van Groot-Frederiksburg. De commandant en enige officieren lieten zich door de inheemse bevolking rondleiden. Overwoekerd door planten vonden ze nog 6 oude kanonnen, waarvan ze er een meenamen naar Berlijn. De ruïne van Groot-Frederiksburg staat er nog steeds en bestaat uit een massieve vesting, een herenhuis en bunkers. Het ligt een paar uur met de auto van Accra, de hoofdstad van Ghana.

## Weblinks
- www.grossfriedrichsburg.de